# Listă de aeroporturi după codul IATA: D
Mai jos este lista de aeroporturi al căror cod IATA începe cu litera D.
Această listă este generată cu date din Wikidata și este actualizată periodic de un robot.
 Editările făcute în listă vor fi șterse la următoarea actualizare!
| Imagine | Cod IATA             | Articol                                            |
| ------- | -------------------- | -------------------------------------------------- |
|         | DAP                  | Aeroportul Darchula                                |
|         | DEI                  | Aeroportul Denis Island                            |
|         | DIN                  | Aeroportul Dien Bien Phu                           |
|         | DNR                  | Aeroportul Dinard–Pleurtuit–Saint-Malo             |
|         | DSA                  | Aeroportul Doncaster Sheffield                     |
|         | DMB                  | Aeroportul Taraz                                   |
|         | DPS                  | Aeroportul Internațional Ngurah Rai                |
|         | DBC                  | Aeroportul Baicheng Chang'an                       |
|         | DED                  | Aeroportul Jolly Grant                             |
|         | DIG                  | Aeroportul Dêqên Shangri-La                        |
|         | DWS                  | Aeroportul Walt Disney World                       |
|         | DPA                  | Aeroportul DuPage                                  |
|         | DLS                  | Aeroportul Regional Columbia Gorge                 |
|         | DRP                  | Aeroportul Internațional Bicol                     |
|         | DJE                  | Aeroportul Internațional Djerba–Zarzis             |
|         | DAS                  | Aeroportul Great Bear Lake                         |
|         | DVO                  | Aeroportul Internațional Francisco Bangoy          |
|         | DCF                  | Aeroportul Canefield                               |
|         | DNZ                  | Aeroportul Denizli Çardak                          |
|         | DWD                  | Aeroportul Dawadmi Domestic                        |
|         | DGN                  | Aeroportul Dahlgren Naval Surface Warfare Center   |
|         | DSV                  | Aeroportul Municipal Dansville                     |
|         | DBT                  | Aeroportul Debre Tabor                             |
|         | DRN                  | Aeroportul Dirranbandi                             |
|         | DGW                  | Aeroportul Converse County                         |
|         | DWA                  | Aeroportul Dwangwa                                 |
|         | DDC                  | Aeroportul Regional Dodge City                     |
|         | DEP                  | Aeroportul Daporijo                                |
|         | DDU                  | Aeroportul Dadu                                    |
|         | DGF                  | Aeroportul Douglas Lake                            |
|         | DTA                  | Aeroportul Municipal Delta                         |
|         | DLV                  | Aeroportul Delissaville                            |
|         | DRA                  | Aeroportul Desert Rock                             |
|         | DWB                  | Aeroportul Soalala                                 |
|         | DYR                  | Aeroportul Ugolny                                  |
|         | DLG                  | Aeroportul Dillingham                              |
|         | DON                  | Aeroportul Dos Lagunas                             |
|         | DEN                  | Aeroportul Internațional Denver                    |
|         | DAG                  | Aeroportul Barstow-Daggett                         |
|         | DEB                  | Aeroportul Internațional Debrecen                  |
|         | DAB                  | Aeroportul Daytona Beach                           |
|         | DUM                  | Aeroportul Pinang Kampai                           |
|         | DUQ                  | Aeroportul Duncan                                  |
|         | DCY                  | Aeroportul Daocheng Yading                         |
|         | DJM                  | Aeroportul Djambala                                |
|         | DTE                  | Aeroportul Bagasbas                                |
|         | DKK                  | Aeroportul Chautauqua County/Dunkirk               |
|         | DIY                  | Aeroportul Diyarbakır                              |
|         | DGL                  | Aeroportul Municipal Douglas                       |
|         | DTL                  | Aeroportul Detroit Lakes                           |
|         | DYL                  | Aeroportul Doylestown                              |
|         | DBO                  | Aeroportul Dubbo City                              |
|         | DMK                  | Aeroportul Internațional Don Mueang                |
|         | DAN                  | Aeroportul Regional Danville                       |
|         | DYM                  | Aeroportul Diamantina Lakes                        |
|         | DVD                  | Aeroportul Andavadoaka                             |
|         | DSI                  | Aeroportul Destin Executive                        |
|         | DUB                  | Aeroportul Dublin                                  |
|         | DXB                  | Aeroportul Internațional Dubai                     |
|         | DTN                  | Aeroportul Shreveport Downtown                     |
|         | DLC                  | Aeroportul Internațional Dalian Zhoushuizi         |
|         | DTB                  | Aeroportul Silangit                                |
|         | DFW                  | Aeroportul Internațional Dallas-Fort Worth         |
|         | DEL                  | Aeroportul Internațional Indira Gandhi             |
|         | DKS                  | Aeroportul Dikson                                  |
|         | DNQ                  | Aeroportul Deniliquin                              |
|         | DAM                  | Aeroportul Internațional Damascus                  |
|         | DBM                  | Aeroportul Debre Marqos                            |
|         | DBY                  | Aeroportul Dalby                                   |
|         | DCR                  | Aeroportul Decatur Hi-Way                          |
|         | DHT                  | Aeroportul Municipal Dalhart                       |
|         | DIJ                  | Aeroportul Dijon-Bourgogne                         |
|         | DIK                  | Aeroportul Regional Dickinson Theodore Roosevelt   |
|         | DIP                  | Aeroportul Diapaga                                 |
|         | DIR                  | Aeroportul Aba Tenna Dejazmach Yilma               |
|         | DIS                  | Aeroportul Dolisie                                 |
|         | DJB                  | Aeroportul Sultan Thaha                            |
|         | DLE                  | Aeroportul Dole–Jura                               |
|         | DLL                  | Aeroportul Dillon County                           |
|         | DMN                  | Aeroportul Municipal Deming                        |
|         | DMU                  | Aeroportul Dimapur                                 |
|         | DNO                  | Aeroportul Dianopolis                              |
|         | DOP                  | Aeroportul Dolpa                                   |
|         | DPO                  | Aeroportul Devonport                               |
|         | DPT                  | Aeroportul Deputatsky                              |
|         | DRB                  | Aeroportul Derby                                   |
|         | DTM                  | Aeroportul Internațional Dortmund                  |
|         | DVL                  | Aeroportul Regional Devils Lake                    |
|         | DBA                  | Aeroportul Dalbandin                               |
|         | DPB                  | Aeroportul Pampa Guanaco                           |
|         | DWH                  | Aeroportul David Wayne Hooks Memorial              |
|         | DLU                  | Aeroportul Dali                                    |
|         | DKA                  | Aeroportul Katsina                                 |
|         | DEF                  | Aeroportul Dezful                                  |
|         | DJN                  | Aeroportul Delta Junction                          |
|         | DBQ                  | Aeroportul Regional Dubuque                        |
|         | DOY                  | Aeroportul Dongying Shengli                        |
|         | DRD                  | Aeroportul Dorunda                                 |
|         | DTW                  | Aeroportul Detroit Metropolitan Wayne County       |
|         | DUE                  | Aeroportul Dundo                                   |
|         | DEA                  | Aeroportul Internațional Dera Ghazi Khan           |
|         | DIM                  | Aeroportul Dimbokro                                |
|         | DUT                  | Aeroportul Unalaska                                |
|         | DEC                  | Aeroportul Decatur                                 |
|         | DKI                  | Aeroportul Dunk Island                             |
|         | DOL                  | Aeroportul Deauville – Saint-Gatien                |
|         | DSS                  | Aeroportul Internațional Blaise Diagne             |
|         | DUF                  | Aeroportul Pine Island                             |
|         | DAR                  | Aeroportul Internațional Julius Nyerere            |
|         | DZA                  | Aeroportul Internațional Dzaoudzi Pamandzi         |
|         | DAT                  | Aeroportul Datong Yungang                          |
|         | DUD                  | Aeroportul Internațional Dunedin                   |
|         | DDD                  | Aeroportul Dhaalu                                  |
|         | DSM                  | Aeroportul Internațional Des Moines                |
|         | DOM                  | Aeroportul Douglas–Charles                         |
|         | DCT                  | Aeroportul Duncan Town                             |
|         | DMO                  | Aeroportul Regional Sedalia                        |
|         | DOB                  | Aeroportul Dobo                                    |
|         | DYA                  | Aeroportul Dysart                                  |
|         | DAK                  | Aeroportul Dakhla Oasis                            |
|         | DBD                  | Aeroportul Dhanbad                                 |
|         | DRW                  | Aeroportul Internațional Darwin                    |
|         | DRO                  | Aeroportul Durango–La Plata County                 |
|         | DGP                  | Aeroportul Daugavpils                              |
|         | DGU                  | Aeroportul Dedougou                                |
|         | DLA                  | Aeroportul Internațional Douala                    |
|         | DMD                  | Aeroportul Doomadgee                               |
|         | DEH                  | Aeroportul Municipal Decorah                       |
|         | DGE                  | Aeroportul Mudgee                                  |
|         | DNP                  | Aeroportul Dang                                    |
|         | DBS                  | Aeroportul Municipal Dubois                        |
|         | DLZ                  | Aeroportul Dalanzadgad                             |
|         | DSC                  | Aeroportul Dschang                                 |
|         | DRS                  | Aeroportul Dresda                                  |
|         | DAC                  | Aeroportul Internațional Shahjalal                 |
|         | DRC                  | Aeroportul Dirico                                  |
|         | DZN                  | Aeroportul Zhezkazgan                              |
|         | DOH                  | Aeroportul Internațional Hamad                     |
|         | DJA                  | Aeroportul Djougou                                 |
|         | DOU                  | Aeroportul Dourados                                |
|         | DLM                  | Aeroportul Dalaman                                 |
|         | DGO                  | Aeroportul General Guadalupe Victoria              |
|         | DPL                  | Aeroportul Dipolog                                 |
|         | DIQ                  | Aeroportul Divinópolis                             |
|         | DRH                  | Aeroportul Dabra                                   |
|         | DOR                  | Aeroportul Dori                                    |
|         | DOG                  | Aeroportul Dongola                                 |
|         | DBR                  | Aeroportul Darbhanga                               |
|         | DCK                  | Aeroportul Dahl Creek                              |
|         | DEE                  | Aeroportul Mendeleevo                              |
|         | DHN                  | Aeroportul Regional Dothan                         |
|         | DIE                  | Aeroportul Arrachart                               |
|         | DKR                  | Aeroportul Internațional Léopold Sédar Senghor     |
|         | DLN                  | Aeroportul Dillon                                  |
|         | DNI                  | Aeroportul Wad Medani                              |
|         | DNN                  | Aeroportul Municipal Dalton                        |
|         | DOD                  | Aeroportul Dodoma                                  |
|         | DSO                  | Aeroportul Sondok                                  |
|         | DUK                  | Aeroportul Dukuduku                                |
|         | DND                  | Aeroportul Dundee                                  |
|         | DBV                  | Aeroportul Dubrovnik                               |
|         | DLY                  | Aeroportul Dillon's Bay                            |
|         | DVN                  | Aeroportul Municipal Davenport                     |
|         | DRI                  | Aeroportul Regional Beauregard                     |
|         | DEM                  | Aeroportul Dembidolo                               |
|         | DIV                  | Aeroportul Divo                                    |
|         | DTU                  | Aeroportul Wudalianchi                             |
|         | DVT                  | Aeroportul Phoenix Deer Valley                     |
|         | DDG                  | Aeroportul Dandong Langtou                         |
|         | DLD                  | Aeroportul Geilo                                   |
|         | DLI                  | Aeroportul Lien Khuong                             |
|         | DMT                  | Aeroportul Diamantino                              |
|         | DAD                  | Aeroportul Internațional Da Nang                   |
|         | DUS                  | Aeroportul Internațional Düsseldorf                |
|         | DLH                  | Aeroportul Internațional Duluth                    |
|         | DME                  | Aeroportul Internațional Domodedovo                |
|         | DZO                  | Aeroportul Internațional Santa Bernardina          |
|         | DRT                  | Aeroportul Del Rio                                 |
|         | DSK                  | Aeroportul Dera Ismail Khan                        |
|         | DNH                  | Aeroportul Dunhuang                                |
|         | DYG                  | Aeroportul Zhangjiajie Hehua                       |
|         | DAX                  | Aeroportul Dazhou Heshi                            |
|         | DRG                  | Aeroportul Deering                                 |
|         | DGT                  | Aeroportul Sibulan                                 |
|         | DES                  | Aeroportul Desroches                               |
|         | DEZ                  | Aeroportul Deir ez-Zor                             |
|         | DUR                  | Aeroportul Internațional King Shaka                |
|         | DUR                  | Aeroportul Internațional Durban                    |
|         | DBB                  | Aeroportul Internațional El Alamein                |
|         | DAY                  | Aeroportul Internațional Dayton                    |
|         | DSE                  | Aeroportul Combolcha                               |
|         | DEX                  | Aeroportul Nop Goliat Dekai                        |
|         | DAU                  | Aeroportul Daru                                    |
|         | DGA                  | Aeroportul Dangriga                                |
|         | DJO                  | Aeroportul Daloa                                   |
|         | DTD                  | Aeroportul Datadawai                               |
|         | DMM                  | Aeroportul Internațional King Fahd                 |
|         | DUJ                  | Aeroportul Regional DuBois                         |
|         | DNX                  | Aeroportul Galegu                                  |
|         | DTH                  | Aeroportul Furnace Creek                           |
|         | DQM                  | Aeroportul Duqm Jaaluni                            |
|         | DJG                  | Aeroportul Djanet Inedbirene                       |
|         | DCM                  | Aeroportul Castres–Mazamet                         |
|         | DNV                  | Aeroportul Regional Vermilion                      |
|         | DWC                  | Aeroportul Internațional Al Maktoum                |
|         | DAZ                  | Aeroportul Darwaz                                  |
|         | DBN                  | Aeroportul W. H. 'Bud' Barron                      |
|         | DIL                  | Aeroportul Internațional Presidente Nicolau Lobato |
|         | DNS                  | Aeroportul Municipal Denison                       |
|         | DJJ                  | Aeroportul Sentani                                 |
|         | DHI                  | Aeroportul Dhangadhi                               |
|         | DCA                  | Aeroportul Național Washington Ronald Reagan       |
|         | DRK                  | Aeroportul Drake Bay                               |
|         | DET                  | Aeroportul Internațional Coleman A. Young          |
|         | DAV                  | Aeroportul Internațional Enrique Malek             |
|         | DCU                  | Aeroportul Regional Pryor Field                    |
|         | DSN                  | Aeroportul Ordos Ejin Horo                         |
|         | DNK                  | Aeroportul Internațional Dnipropetrovsk            |
|         | DYU                  | Aeroportul Internațional Dushanbe                  |
|         | DUG                  | Aeroportul Internațional Bisbee-Douglas            |
|         | DXR                  | Aeroportul Municipal Danbury                       |
|         | DTI                  | Aeroportul Diamantina                              |
|         | DRE                  | Aeroportul Drummond Island                         |
|         | DFI                  | Aeroportul Defiance Memorial                       |
|         | DVK                  | Aeroportul Diavik                                  |
|         | DRV                  | Aeroportul Dharavandhoo                            |
|         | DIB                  | Aeroportul Dibrugarh                               |
|         | DIU                  | Diu                                                |
|         | DIU                  | Aeroportul Diu                                     |
|         | DQA                  | Aeroportul Daqing Sartu                            |
|         | DHM                  | Aeroportul Gaggal                                  |
|         | DSX No/unknown value | Aeroportul Dongsha                                 |